# Bocskai FC
Le Bocskai FC est un club de football fondé en 1926 et dissous en 1940, basé à Debrecen, en Hongrie. 

## Histoire
Le club est fondé sous le nom de Debreceni KSE en 1926 avant d'être renommé en Bocksai FC l'année suivante. Le Bocksai FC dispute le Championnat de Hongrie de football de 1927 à 1940. Son meilleur classement est une troisième place obtenue lors de la saison 1933-1934.
Les footballeurs du Bocskai FC remportent la Coupe de Hongrie de football en 1930 et disputent la Coupe Mitropa en 1931 et 1934.